# Bernhard Häußler
Bernhard Häußler (* 1950) ist ein deutscher Oberstaatsanwalt und war von 2002 bis 2013 Leiter der Abteilung 1 für politisch motivierte Delikte bei der Staatsanwaltschaft Stuttgart.

## Leben
Bernhard Häußler wurde durch verschiedene Verfahren einer größeren Öffentlichkeit bekannt. Er war über dreißig Jahre Staatsanwalt in Stuttgart. Besonders im Zuge der juristischen Auseinandersetzungen zum Stuttgart 21-Protest wurde er als „Reizfigur“ (Stuttgarter Zeitung) bezeichnet. Im September 2013 bat er aus persönlichen Gründen um eine vorzeitige Pensionierung.

## Leistungen
Im Jahr 2005 vertrat Häußler die Staatsanwaltschaft in einem Prozess gegen den Versand „Nix Gut“, der Anti-Nazi-Artikel vertreibt, auf denen durchgestrichene Hakenkreuze zu erkennen sind. Dem Angeklagten wurde das Verwenden von Kennzeichen verfassungswidriger Organisationen nach § 86 StGB vorgeworfen. Nach einer Verurteilung vor dem Landgericht Stuttgart wurde der Angeklagte 2007 vor dem Bundesgerichtshof auf Antrag der Bundesanwaltschaft freigesprochen. Häußler entgegnete auf die Kritik, das Verfahren angestrengt zu haben, dass nach der damaligen Rechtsprechung, das Zeigen des Hakenkreuzes eben unabhängig vom Motiv verboten gewesen sei. Die Staatsanwaltschaft habe außerdem eine obergerichtliche Entscheidung erwirken wollen, „da die Rechtsprechung derzeit nicht einheitlich beurteilt wird“. Das Verfahren wurde von verschiedenen Bundespolitikern kritisiert.
Im Rahmen des FlowTex-Verfahren war Häußlers Abteilung auch für die Ermittlungen gegen Wirtschaftsminister Walter Döring und Justizministerin Corinna Werwigk-Hertneck zuständig, die beide zu Bewährungsstrafen verurteilt wurden.
2002 wurde seiner Abteilung die Ermittlungen wegen eines SS-Massakers im italienischen Sant’Anna di Stazzema übertragen. 2005 wurden zehn frühere SS-Angehörige von einem italienischen Militärgericht verurteilt. Nach zehn Jahren stellte die Stuttgarter Staatsanwaltschaft im Oktober 2012 das Verfahren ein, da der „notwendige individuelle Schuldnachweis“ nicht erbracht werden könne. Durch ein Klageerzwingungsverfahren eines Überlebenden vor dem Oberlandesgericht Karlsruhe wurde das Verfahren 2014 hinsichtlich eines Beschuldigten wieder aufgenommen und an die Staatsanwaltschaft Hamburg verwiesen. Dort wurde das Verfahren im Mai 2015 erneut und diesmal endgültig eingestellt.
Bernhard Häußler wurde als Person einer breiteren Öffentlichkeit bekannt wegen seiner Rolle bezüglich der Proteste gegen Stuttgart 21. Um strafrechtliche Maßnahmen während des Polizeieinsatzes am 30. September 2010 im Stuttgarter Schlossgarten durchführen zu können, war er als zuständiger Staatsanwalt während des massiven Polizeieinsatzes anwesend, bei dem es mehrere hundert Verletzte gab. Auch die darauf folgenden Ermittlungen gegen Demonstranten und Polizisten wurden zunächst von ihm geleitet.
Beim Wasserwerfer-Prozess gegen zwei Polizeibeamte musste Häußler als Zeuge aussagen. Im Lauf des Prozesses wurde deutlich, dass er die Entscheidungen des Polizeipräsidenten Stumpf und die daraus resultierenden Verletzungen durch Wasserwerfer, Reizgas und Schlagstockeinsatz mitbekommen haben muss, da er ihm nach eigener Aussage nicht von der Seite gewichen ist, auch wenn er behauptet, bei polizeitaktischen Angelegenheiten weggehört zu haben.
Daraufhin wurde der Staatsanwalt von einer Nebenklägerin angezeigt, da er sich „wegen fahrlässiger Körperverletzung im Amt durch Unterlassen strafbar gemacht haben könnte“. Sowohl die Staatsanwaltschaft Heidelberg als auch die Generalstaatsanwaltschaft Karlsruhe entschieden, dass keine ausreichenden Anhaltspunkte dafür vorliegen.
Bereits zuvor warfen Kritiker der Stuttgarter Staatsanwaltschaft und Häußler vor, den Protest zu kriminalisieren und gegen Polizisten weniger hart vorzugehen. S21-Gegner kritisierten ihn persönlich, z. B. wurde auf Anti-S21-Demonstrationen „Häußler weg!“ skandiert.
Als Leiter der Abteilung für politisch motivierte Delikte stand Häußler bei diesen umstrittenen Verfahren im Fokus der Öffentlichkeit. Die Stuttgarter Zeitung bezeichnete ihn daher als „Reizfigur“. Er wurde jedoch sowohl von Justizminister Rainer Stickelberger als auch vom Leiter der Staatsanwaltschaft Stuttgart Siegfried Mahler in Schutz genommen. „Er sei ein besonders erfahrener, in schwierigen Arbeitsfeldern erprobter Ermittler.“ Generalstaatsanwalt Klaus Pflieger sagte, Häußler fälle keine Entscheidungen alleine, da das 16-Augen-Prinzip herrsche.

## Persönliches
In einem Interview bezeichnete Bernhard Häußler die Kritik an ihm als Kampagne und „öffentliches Mobbing“, das die „Unabhängigkeit der Justiz“ tangiere. Die Anfeindungen hätten ihn persönlich geschmerzt, da auch seine Familie betroffen gewesen sei. Er hätte gerne mit seinen Kritikern gesprochen, doch es habe niemand Interesse daran gehabt.